# Penchard
Penchard és un municipi francès, situat al departament de Sena i Marne i a la regió de Illa de França. L'any 2007 tenia 1.025 habitants.
Forma part del cantó de Claye-Souilly, del districte de Meaux i de la Comunitat d'aglomeració del Pays de Meaux.

## Demografia

### Població
El 2007 la població de fet de Penchard era de 1.025 persones. Hi havia 362 famílies, de les quals 59 eren unipersonals (21 homes vivint sols i 38 dones vivint soles), 122 parelles sense fills, 160 parelles amb fills i 21 famílies monoparentals amb fills.
La població ha evolucionat segons el següent gràfic:
Habitants censats

### Habitatges
El 2007 hi havia 397 habitatges, 375 eren l'habitatge principal de la família, 8 eren segones residències i 14 estaven desocupats. 362 eren cases i 33 eren apartaments. Dels 375 habitatges principals, 316 estaven ocupats pels seus propietaris, 50 estaven llogats i ocupats pels llogaters i 8 estaven cedits a títol gratuït; 9 tenien una cambra, 16 en tenien dues, 41 en tenien tres, 106 en tenien quatre i 203 en tenien cinc o més. 303 habitatges disposaven pel capbaix d'una plaça de pàrquing. A 168 habitatges hi havia un automòbil i a 177 n'hi havia dos o més.

### Piràmide de població
La piràmide de població per edats i sexe el 2009 era:
| Homes | Edats   | Dones |
| ----- | ------- | ----- |
| 0     | 95 o +  | 0     |
| 0     | 90 a 94 | 8     |
| 0     | 85 a 89 | 4     |
| 4     | 80 a 84 | 4     |
| 4     | 75 a 79 | 4     |
| 20    | 70 a 74 | 20    |
| 20    | 65 a 69 | 36    |
| 20    | 60 a 64 | 20    |
| 20    | 55 a 59 | 16    |
| 36    | 50 a 54 | 32    |
| 32    | 45 a 49 | 28    |
| 32    | 40 a 44 | 32    |
| 32    | 35 a 39 | 32    |
| 32    | 30 a 34 | 28    |
| 20    | 25 a 29 | 28    |
| 20    | 20 a 24 | 24    |
| 8     | 15 a 19 | 16    |
| 44    | 10 a 14 | 12    |
| 28    | 5 a 9   | 16    |
| 32    | 0 a 4   | 24    |

## Economia
El 2007 la població en edat de treballar era de 659 persones, 488 eren actives i 171 eren inactives. De les 488 persones actives 459 estaven ocupades (244 homes i 215 dones) i 30 estaven aturades (13 homes i 17 dones). De les 171 persones inactives 53 estaven jubilades, 74 estaven estudiant i 44 estaven classificades com a «altres inactius».

### Ingressos
El 2009 a Penchard hi havia 359 unitats fiscals que integraven 1.023 persones, la mediana anual d'ingressos fiscals per persona era de 22.319 €.

### Activitats econòmiques
Dels 37 establiments que hi havia el 2007, 1 era d'una empresa extractiva, 1 d'una empresa alimentària, 8 d'empreses de construcció, 7 d'empreses de comerç i reparació d'automòbils, 3 d'empreses de transport, 3 d'empreses d'hostatgeria i restauració, 1 d'una empresa d'informació i comunicació, 1 d'una empresa financera, 7 d'empreses de serveis, 2 d'entitats de l'administració pública i 3 d'empreses classificades com a «altres activitats de serveis».
Dels 13 establiments de servei als particulars que hi havia el 2009, 1 era una funerària, 2 tallers de reparació d'automòbils i de material agrícola, 2 paletes, 3 guixaires pintors, 1 lampisteria, 1 electricista, 1 empresa de construcció, 1 perruqueria i 1 restaurant.
Dels 2 establiments comercials que hi havia el 2009, 1 era una botiga de menys de 120 m² i 1 una botiga de roba.

## Equipaments sanitaris i escolars
El 2009 hi havia una escola elemental.

## Poblacions més properes
El següent diagrama mostra les poblacions més properes.